# Istočnovanuatski jezici
Istočnovanuatski jezici, podskupina austronezijskih jezika koja čini dio šire skupine sjeveroistočnih vanuatu-banks jezika. Rašireni su na području Vanuatua, a predstavnici su (29): istočni ambae jezik [omb], zapadni ambae [nnd], sjeverni ambrym [mmg], jugoistočni ambrym [tvk], apma [app], baetora [btr], dakaka [bpa], dorig [wwo], hano [lml], hiw [hiw], koro [krf], lakon [lkn], lehali [tql], lonwolwol  [crc], löyöp [urr], centralni maewo [mwo], marino [mrb], merlav [mrm], mosina [msn], mota [mtt], motlav [mlv], nume [tgs], paama [pma], port vato [ptv], sa [sax], seke [ske], sowa [sww], toga [lht], vatrata [vlr]; Novopriznati: olrat

## Vanjske poveznice
- Ethnologue (14th)
- Ethnologue (15th)